# Centre Penitenciari de Ponent
El Centre Penitenciari de Ponent és una presó de la Generalitat de Catalunya situada al municipi de Lleida.
L'edifici antic del Centre, de construcció radial, data de l'any 1954 i l'edifici nou, modular, és de 1984. La unificació de les antigues dues presons va donar origen al Centre Penitenciari Ponent a principis dels anys 1990. Té capacitat per a 1.059 places destinades a homes penats adults majoritàriament i també disposa d'un mòdul destinat a dones. El Centre Penitenciari Obert de Lleida, ubicat al costat de la presó Ponent, té una capacitat de 140 places.
- Superfície construïda: 30.436,85 m². Mòduls/cel·les: 
- 353 cel·les residencials
- 131 cel·les singulars:
- Unitat d'infermeria
- Departament especial de règim tancat
- Unitat d'ingressos